# Eccoti
Eccoti è un singolo di Max Pezzali, il primo estratto dalla raccolta TuttoMax, pubblicato nel 2005.

## Descrizione
Il brano era già stato incluso, in una versione differente, nel primo album da solista di Pezzali, Il mondo insieme a te, del 2004. La canzone del singolo presenta infatti una versione riedita, chiamata New 2005. Prodotto da Marco Guarnerio e Pier Paolo Peroni, il brano è contenuto anche in Max Live 2008, Max 20 (reinterpretato con Francesco Renga) e Le canzoni alla radio. Con questa canzone Max Pezzali partecipa al Festivalbar 2005.
La canzone è dedicata a Martina Marinucci, ex moglie di Max.

## Video musicale
Nel video si vedono delle foto scattate proprio dal cantante pavese e pubblicate in precedenza nel suo photoblog intitolato "Una al giorno". Nel video compare anche un cartonato di Luciano Ligabue e di Red Ronnie. Il video si conclude con i filmati del suo matrimonio. È stato premiato al Premio Roma Videoclip.

## Tracce
Testi e musiche di Max Pezzali.
1. Eccoti (New 2005) – 4:08

## Formazione
- Max Pezzali - voce
- Marco Guarnerio - basso, chitarra, cori, pianoforte, tastiera
- Mario Zapparoli - batteria
- Fabrizio Frigeni - chitarra
- Paolo Carta - chitarra
- Claudio Guidetti - chitarra, pianoforte